# Borolia ligata
Borolia ligata är en fjärilsart som beskrevs av Augustus Radcliffe Grote 1875. Borolia ligata ingår i släktet Borolia och familjen nattflyn. Inga underarter finns listade i Catalogue of Life.